# Glycidaldehyd
Glycidaldehyd ist eine chemische Verbindung aus der Gruppe der Epoxide und Aldehyde und das einfachste Epoxidaldehyd.

## Gewinnung und Darstellung
Glycidaldehyd kann durch Epoxidierung von Acrolein mit alkalischem Wasserstoffperoxid gewonnen werden.

## Eigenschaften
Glycidaldehyd ist ein farblose Flüssigkeit mit starkem Geruch, die mischbar mit Wasser ist. Es dimerisiert leicht zu einem weißen, kristallinen Feststoff. Mit Acetylaceton und Ethylacetoacetat kondensiert es unter Bildung von Furanderivaten. Wenn die Verbindung mit Alkoholen, Carbonsäuren, Phenolen und anderen Reagenzien mit aktiven Wasserstoffatomen reagiert, öffnet sich der Epoxidring und bildet beta-substituierte Lactaldehyde. Primäre Amine bilden durch Wechselwirkung mit der Carbonylgruppe epoxidierte Imine. Die durch OH-Radikale eingeleitete Photooxidation von Glycidaldehyd führt zu CO, CO2, Ameisensäure, Ameisensäureanhydrid, Formaldehyd und Hydroperoxymethylformiat als Hauptprodukte.

## Verwendung
Glycidaldehyd wird bei der Verarbeitung von Wolle und Leder sowie bei der Herstellung von chirurgischem Nahtmaterial verwendet. Es wurde als Vernetzungsmittel für die Zurichtung von Wolle, für die Ölgerbung und Fettverflüssigung von Leder eingesetzt.
In der Veterinärmedizin wird der Stoff als Inaktivierungsmittel gegen das Maul- und Klauenseuchevirus eingesetzt.

## Sicherheitshinweise
Glycidaldehyd wurde bei Mäusen durch Auftragen auf die Haut und durch subkutane Injektion und bei Ratten durch subkutane Injektion auf Karzinogenität getestet. Bei beiden Tierarten entstanden an der Applikationsstelle bösartige Tumore. Glycidaldehyd ist Berichten zufolge nach einmaliger Exposition durch Verschlucken, Einatmen oder perkutane Absorption mäßig toxisch und reizt das Oberflächengewebe und den Lungentrakt.

## Regulierung
Über den Safe Drinking Water and Toxic Enforcement Act of 1986 besteht in Kalifornien seit 1. Januar 1988 eine Kennzeichnungspflicht für Produkte, die Glycidaldehyd enthalten.

## Externe Links zu erwähnten Verbindungen
1. ↑  Externe Identifikatoren von bzw. Datenbank-Links zu Hydroperoxymethylformiat:  CAS-Nr.: 173460-34-9, PubChem: 59792825, Wikidata: Q82740699.